# Gauthier Dosimont
Gauthier Dosimont, né le 25 juin 1966 à Louvain, est un illustrateur et auteur de bande dessinée belge francophone.

## Biographie
Gauthier Dosimont naît le 25 juin 1966 à Louvain,. Il voue depuis sa plus tendre enfance une passion pour les grands classiques de la bande dessinée. Après ses humanités à Charleroi, il obtient en 1990 une licence en histoire de l’art et archéologie à l’Université catholique de Louvain à Louvain-la-Neuve. Il se lance dans le dessin comme indépendant complémentaire avant d'avoir fini ses études. Il commence sa carrière professionnelle par la réalisation d'un récit qui le plonge dans l’univers de sa série préférée : Gil Jourdan. Avec, au scénario, son ancien professeur de dessin Vittorio Leonardo, il signe 5 planches et le 4e de couverture d’un album en hommage à Gil Jourdan et à Maurice Tillieux, publié par les éditions Soleil en 1989 : Les Enquêtes de leurs amis. Deux ans plus tard, il commence une longue collaboration avec l'éditeur liégeois Hemma spécialisé dans les livres Jeunesse. Il dessine des centaines de pages de livres-jeux-activités et coloriages : Saint Nicolas, les Tortues Ninja, Super Mario Bros (4 volumes), le Manège Enchanté, l’Ours Plume, Casimir, Halloween, des livres mousses pour les tout-petits, des livres animés, Carlos (2 volumes écrits par Alain Jost). Il réalise également les illustrations pour : Les Fables de La Fontaine, des contes classiques, une Bible illustrée de près de 200 pages, des livres pour bibliothèque et ses premiers héros comme Arthur, qui vit des aventures magiques, Alix et Louis. Il réalise seul le diptyque Professeur Planète publié aux éditions anversoises Ballon en 2010. Pour la même maison d’édition, il va publier des livres didactiques sur les sciences et l’histoire. Des livres visant à intéresser les jeunes lecteurs de 5 à 10 ans. Pendant 20 ans, de nombreux travaux viendront parsemer ce parcours de livres pour enfants : quelques planches et strips pour le magazine Spirou dans les années 1990, une collaboration avec Jean Roba pour l'encrage d'un de ses derniers albums de Boule et Bill, des illustrations et l’écriture de livres éducatifs pour Artis - Historia et des publications pour le BEP (Bureau économique de la Province de Namur), l’Institut bruxellois pour la gestion de l’environnement, Innovatech, la commune de Fernelmont, Le Petit Journal du GAL, les éditions Vézham, Vivre Ensemble. En 2009, il sort seul le one shot Robin édité par l’Association de lutte contre la mucoviscidose, destinée à sensibiliser les adolescents à cette maladie. Il livre encore Une aventure à Marche-en-Famenne sur la ville de Marche-en-Famenne,,,.

### Vie privée
Gauthier Dosimont habite à Hamois.

## Publications

### Livres jeunesse
- Mille-raies le petit zèbre (illustration), de Marie-France Mangin, Hemma, coll. « Mini-club » no 56, Chevron, 1991  (ISBN 2-8006-1697-0)
- Quand Boule de Neige s'en mêle (illustration), de Dominique Gardé, Hemma, coll. « Mini-club » no 58, Chevron, 1992  (ISBN 2-8006-1699-7)
- Noisette et ses frères (illustration), de Jacques Thomas-Bilstein, Hemma, coll. « Mini-club » no 59, Chevron, 1992  (ISBN 2-8006-2980-0)
- Nintendo : super Mario Bros : mots croisés . 1 (illustration), de Yvon Renson, Hemma, Chevron, 1993  (ISBN 2-8006-3092-2)
- Carlos et les pirates (illustration), de Alain Jost, Hemma, Chevron, 1993  (ISBN 2-8006-3586-X)
- Carlos et le dragon (illustration), de Alain Jost, Hemma, Chevron, 1993  (ISBN 2-8006-3587-8)
- Chansons enfantines, Hemma, coll. « Fables et chansons », Chevron, 1994  (ISBN 9782800637143)
- Boréal, le petit ours blanc (illustration), de Brigitte Defontaine, Hemma, coll. « Mini-club » no 76, Chevron, 1995  (ISBN 2-8006-2789-1)
- Pipo le cerf-volant : une histoire (illustration), de Véronique Nitsch, Hemma, coll. « Mini-club » no 77, Chevron, 1995  (ISBN 2-8006-2789-1)
- Les Crayons enchantés de Morgane, Guy Delhasse, Hemma, coll. « Mini-club » no 42, Chevron, 1997  (ISBN 9782800614106),Réédition en 2001  (ISBN 2-8006-1410-2).
- Le Grand Livre des fables (illustration), de Jean de la Fontaine, Hemma, Chevron, 1997  (ISBN 2-8006-5807-X)
- Nicolas, le petit échassier (illustration), de Madeleine Mansiet, Hemma, coll. « Mini-club » no 85, Chevron, 1999  (ISBN 2-8006-7086-X)
- Les Enfants du bout du monde (illustration), de Madeleine Mansiet, Hemma, coll. « Mini-club » no 90, Chevron, 1999  (ISBN 2-8006-7091-6)
- Un super papy (illustration), de Brigitte Defontaine, Hemma, coll. « Mini-club » no 92, Chevron, 2000  (ISBN 2-8006-7629-9)
- Clairon l'éléphant (illustration), de Jacques Thomas-Bilstein, Hemma, coll. « Mini-club » no 46, Chevron, 2001  (ISBN 2-8006-1414-5)
- Le Père Noël qui avait peur des enfants : conte pour les grands qui aiment raconter des histoires aux petits (illustration), de Fabrice Lelarge, Hemma, coll. « Mini-club » no 94, Chevron, 2001  (ISBN 2-8006-7853-4)
- 20000 yeux sur la mare sur la mare (illustration), de Jean Legeay et Dominique Gaultier, Hemma, coll. « Mini-club » no 96, Chevron, 2001  (ISBN 2-8006-7948-4)
- Arthur chez les taupes (illustration), de Daniel Joris, Hemma, Chevron, 2002  (ISBN 2-8006-8260-4)
- Rollon le Viking (illustration), de Madeleine Mansiet, Hemma, coll. « Mini-club » no 97, Chevron, 2002  (ISBN 2-8006-8097-0)
- La Bible racontée aux enfants (illustration), de Dominique Ferir, Hemma/Fidélité, Chevron/Namur, 2002  (ISBN 2-8006-8165-9)
- Fan-fan des grands bois (illustration), de Renée Rahir, Hemma, Chevron, 2003  (ISBN 2-8006-8374-0)
- Les Châteaux forts, Artis - Historia, Malines, 2004  (ISBN 9782873914141).
- Les Aventures magiques d'Arthur (illustration), de Daniel Joris, Hemma, Chevron, 2004  (ISBN 2-8006-8677-4)
- Je découvre et je colorie La ferme (illustration), textes de Gauthier Dosimont et Delphine Lacharron, Hemma, Chevron, 2005  (ISBN 2-8006-8888-2)
- Je découvre et je colorie Les Châteaux forts (illustration), textes de Delphine Lacharron, Hemma, Chevron, 2005  (ISBN 2-8006-8887-4)
- Alix et Louis rangent leurs jouets : avec des matières à toucher, texte et illustration de Gauthier Dosimont, Hemma, Chevron, 2006  (ISBN 2-8006-9186-7)
- Alix et Louis comptent leurs animaux : avec des trous surprenants, texte et illustration de Gauthier Dosimont, Hemma, Chevron, 2006  (ISBN 2-8006-9187-5)
- Je découvre et je colorie les phénomènes naturels (illustration), textes de Christine Dauvister, Hemma, Chevron, 2007  (ISBN 978-2-8006-9484-9)
- Dans mon jardin (illustration), textes de Valérie Crate, Hemma, Chevron, 2007  (ISBN 978-28006-9505-1)
- En place - Le Corps humain, Balloon, Anvers, 2009  (ISBN 978-90-374-7324-7).
- En place - Les Vikings, Balloon, Anvers, 2009  (ISBN 978-90-374-7322-3).
- En place - La Préhistoire, Balloon, Anvers, 2009  (ISBN 978-90-374-7320-9).
- Le Chien (illustration), textes de Cécile Malecot, Hemma, coll. « Jeux sur mon ami », Chevron, 2009  (ISBN 978-2-508-00313-4)
- Les Bébés animaux (illustration), textes de Delphine Lacharron, Hemma, Chevron, 2009  (ISBN 978-2-508-00298-4)
- En place - L'espace, Ballon, Anvers, 2010  (ISBN 9789037473261).
- Les Bons Gestes pour ma planète : cahier de découverte 3-5 ans[9],[10] (illustration), de Roxane Keunings, Bruxelles Environnement, 2012.
- L'Étrange invitation (illustration), de Xavier Deutsch, Vezham, Ciney, 2020  (ISBN 9782930097190).

### Albums de bande dessinée
- Robin[5], Association Muco, 2009
Scénario, dessin et couleurs : Gauthier Dosimont

#### Professeur planète
- 1. La Fonte des glaces, Ballon, Anvers, septembre 2020
Scénario, dessin et couleurs : Gauthier Dosimont -  (ISBN 9789037476910)
- 2. Les Animaux en danger, Ballon, Anvers, septembre 2020
Scénario, dessin et couleurs : Gauthier Dosimont -  (ISBN 9789037476934)

#### Une aventure à Marche-en-Famenne
- Intrigue au marché 1900[6],[7],[8], auto-édition, décembre 2012
Scénario, dessin et couleurs : Gauthier Dosimont -  (ISBN 9782930097121)

### Collectifs
- Les Enquêtes de leurs amis[11], Soleil, Toulon, décembre 1989
Scénario et couleurs : Collectif - Dessin : Collectif dont Gauthier Dosimont -  (ISBN 2-87764-026-4),L'Hommage à Gil Jourdan et M. Tillieux.